# Tom Baumgart
Tom Baumgart (Freiberg, 12 novembre 1997) è un calciatore tedesco, centrocampista del Chemnitz.

## Caratteristiche tecniche
È un esterno destro.

## Carriera
Cresciuto nel settore giovanile del Chemnitz, debutta in prima squadra il 24 marzo 2016 in occasione dell'incontro di 3. Liga vinto 4-0 contro l'Energie Cottbus. Nel 2018 passa a titolo definitivo all'Erzgebirge Aue.

## Statistiche

### Presenze e reti nei club
Statistiche aggiornate al 1º agosto 2021.
| Stagione        | Squadra         | Campionato      | Campionato | Campionato | Coppe nazionali | Coppe nazionali | Coppe nazionali | Coppe continentali | Coppe continentali | Coppe continentali | Altre coppe | Altre coppe | Altre coppe | Totale | Totale |
| Stagione        | Squadra         | Comp            | Pres       | Reti       | Comp            | Pres            | Reti            | Comp               | Pres               | Reti               | Comp        | Pres        | Reti        | Pres   | Reti   |
| --------------- | --------------- | --------------- | ---------- | ---------- | --------------- | --------------- | --------------- | ------------------ | ------------------ | ------------------ | ----------- | ----------- | ----------- | ------ | ------ |
| 2015-2016       | Chemnitz        | 3L              | 13         | 1          | CG              | 0               | 0               |                    | -                  | -                  |             | -           | -           | 13     | 1      |
| 2016-2017       | Chemnitz        | 3L              | 16         | 3          | CG              | 0               | 0               |                    | -                  | -                  |             | -           | -           | 16     | 3      |
| 2017-2018       | Chemnitz        | 3L              | 27         | 6          | CG              | 0               | 0               |                    | -                  | -                  |             | -           | -           | 27     | 6      |
| 2018-2019       | Erzgebirge Aue  | 2L              | 9          | 0          | CG              | 0               | 0               |                    | -                  | -                  |             | -           | -           | 9      | 0      |
| 2019-2020       | Erzgebirge Aue  | 2L              | 24         | 2          | CG              | 1               | 1               |                    | -                  | -                  |             | -           | -           | 25     | 3      |
| 2020-2021       | Erzgebirge Aue  | 2L              | 15         | 1          | CG              | 1               | 0               |                    | -                  | -                  |             | -           | -           | 16     | 1      |
| 2021-2022       | Erzgebirge Aue  | 2L              | 2          | 0          | CG              | 0               | 0               |                    | -                  | -                  |             | -           | -           | 2      | 0      |
| Totale carriera | Totale carriera | Totale carriera | 106        | 13         |                 | 2               | 1               |                    | -                  | -                  |             | -           | -           | 108    | 14     |